# Larsenianthus wardianus
Larsenianthus wardianus là một loài thực vật có hoa trong họ Gừng. Loài này được W. John Kress, Thet Htun và Bordelon mô tả khoa học đầu tiên năm 2010. Mẫu định danh: J. W. Kress 10-8750 (holotype: US, isotype: RAF, E) là cây trồng sống được trồng tại Nhà kính Nghiên cứu Thực vật học Smithsonian, ngày 14 tháng 5 năm 2010. Chúng là các cây của mẫu J. W. Kress, Thet Htun, M. Bordelon and Khin Maung Ha 02-7054 thu thập ngày 22 tháng 2 năm 2002 tại tầng dưới tán trong rừng thường xanh ở tọa độ 25°34′52″B 97°14′56″Đ / 25,58111°B 97,24889°Đ, vùng tây bắc Khu bảo tồn Động vật Hoang dã Pidaung, ~15 km phía tây bắc thị xã Myitkyina, bang Kachin, Myanmar.

## Từ nguyên
Được đặt tên theo Francis Kingdon-Ward, nhà sưu tập thực vật người Anh từng thám hiểm rộng khắp vùng Thượng Myanmar trong nửa đầu thế kỷ 20, người đã truyền cảm hứng cho các tác giả mô tả loài này trong công việc của họ ở Myanmar.

## Phân bố
Chỉ được biết đến từ điểm thu thập mẫu ở bang Kachin, Thượng Myanmar. Loài này được tìm thấy ở tầng dưới tán của các khu rừng thường xanh với các thành viên của họ Dipterocarpaceae chi phối tại các chân đồi núi thuộc dãy núi Himalaya.

## Hình ảnh

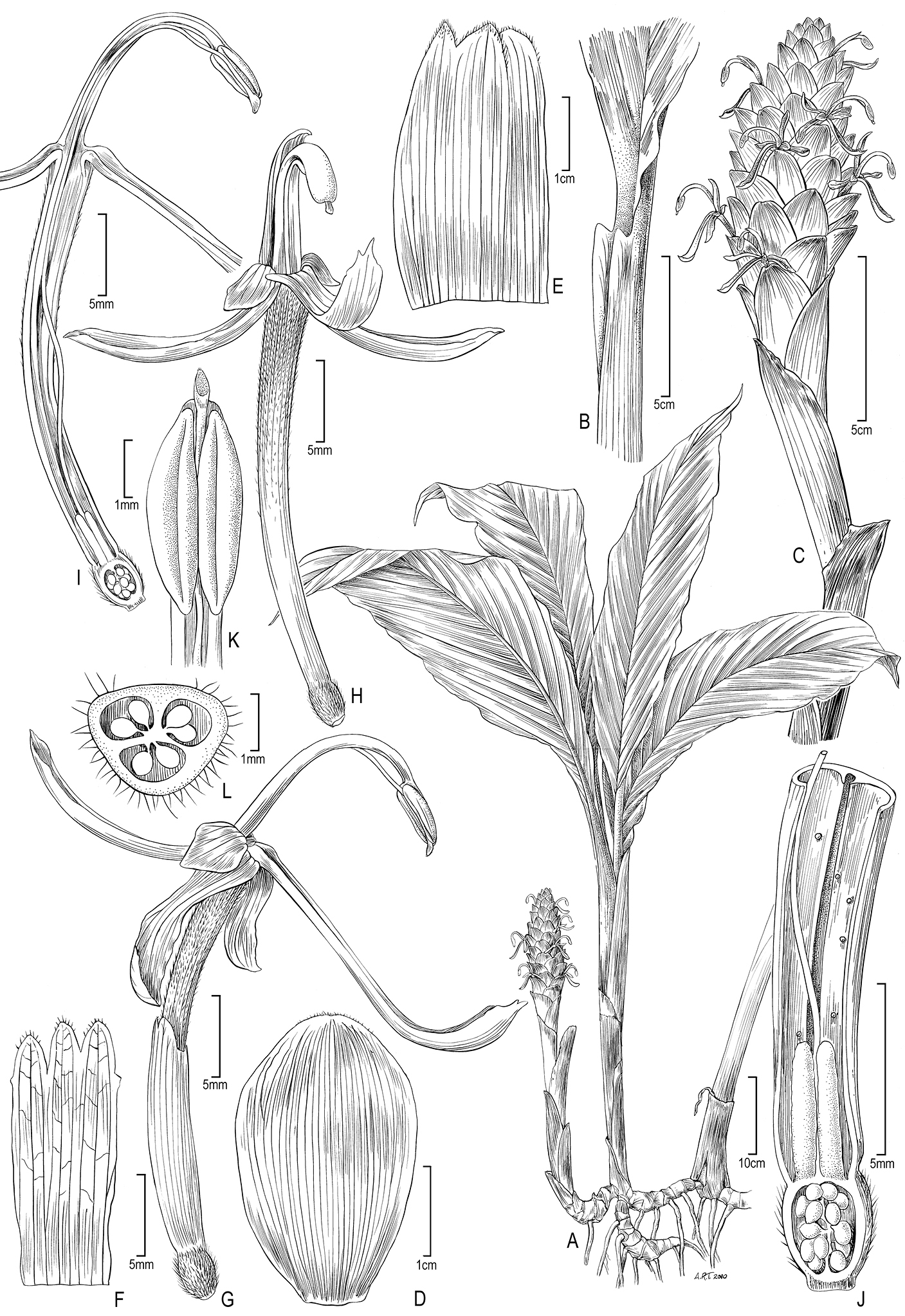

## Mô tả
Cây thảo thường xanh, kích thước trung bình, cao đến 125 cm; thân rễ đường kính đến 2,0 cm, nhiều rễ, mùi thơm, ruột màu trắng; có củ. Mỗi cây 10-20 chồi lá, mọc thẳng, thành cụm dày dặc. Lá 4-5 mỗi chồi, tổng chiều dài đến 118 cm; bẹ lá ở gốc màu ánh đỏ và nhẵn nhụi, ~30 cm × 5 cm; cuống bẹ tới 52 × 1,5 cm, nhẵn nhụi, màu xanh lục và ôm chặt thân; lưỡi bẹ nhỏ, 10 × 1 mm, không thùy, cắt cụt trên cuống lá, dạng giấy và sớm biến mất ở các lá trưởng thành; phiến lá 67 × 14 cm, hình trứng, màu xanh lục và nhẵn nhụi mặt trên, gân giữa mặt dưới màu xanh lục và nhẵn nhụi, đáy thon nhỏ dài thành cuống, hơi không đều, đỉnh nhọn thon, mặt gần trục màu xanh lục sẫm. Cụm hoa ở gốc trên chồi không lá, mọc thẳng cao tới 33 cm; cuống cụm hoa 20 × 1,0-1,5 cm, nhẵn nhụi, bẹ dưới màu đỏ, bẹ trên màu xanh lục; cành hoa bông thóc hình trứng, 6-10 × 4,5 cm; cán hoa thẳng; mỗi cụm hoa có khoảng 40 lá bắc, 1-2 lá bắc bên dưới vô sinh, 3,7 × 2,4 cm ở gốc cụm hoa, 2,0 × 1,8 cm ở phần xa, sắp xếp xoắn ốc và xếp lợp, không túi, được giữ ở góc 40° từ trục thẳng đứng, nhẵn nhụi, màu lục tươi với đỉnh ánh đỏ, mép nhẵn; lá bắc con không hình ống, 2,1 × 1,6 cm, nhẵn nhụi, màu trắng nhạt với đỉnh ánh đỏ. Hoa dễ thấy, 3-4 mỗi lá bắc; đài hoa hình ống, dài 1,5 cm, 3 thùy với thùy trung tâm ngắn nhất, màu vàng nhạt đến hồng; ống hoa 3,2 × 0,2 cm, màu hồng ánh đỏ, mặt ngoài nhẵn nhụi với các lông nhú đơn bào rải rác ở mặt trong, chia thùy với mỗi thùy dài 1,4 cm, uốn ngược; nhị lép bên 3 × 2 mm, hình chén, nhẵn nhụi, màu đỏ; cánh môi 2,2 cm × 0,3 cm ở đỉnh, từ thẳng tới hình thìa, không chia thùy, đáy màu đỏ với đỉnh màu vàng, nhẵn nhụi; nhị sinh sản với chỉ nhị dài 2,1 cm, màu đỏ ở họng tràng hoa trở thành màu vàng ở phần xa, nhẵn nhụi; bao phấn 3,0 × 2,0 mm, không mào; phấn hoa màu vàng nhạt; tuyến trên bầu 2, thẳng; đầu nhụy nhỏ, bề ngang <1 mm, màu trắng, hơi dài ra ngoài bao phấn; bầu nhụy 3 ngăn, 2,0 × 2,0 mm, có lông tơ, màu trắng đến kem. Quả và hạt không rõ.